# Josef Ulrich (Verwaltungsjurist)
Josef Ulrich (* 12. September 1894 in München; † 11. April 1971 in Regensburg) war ein deutscher Verwaltungsjurist und Regierungspräsident des Regierungsbezirks Niederbayern und Oberpfalz.

## Leben
Ulrich war Sohn eines Handwerkermeisters. Er absolvierte an der Ludwig-Maximilians-Universität München ein Jurastudium. Er war Mitglied der katholischen Studentenverbindung KStV Karolingia München im KV. Nach dem dreijährigen Vorbereitungsdienst legte er 1921 die Staatsprüfung ab.
Ab April 1922 war er als Regierungsassessor bei der Regierung von Niederbayern tätig. 1927 wurde er zum Regierungsrat befördert und trat danach seine Stelle beim Bezirksamt Wegscheid an. 1932 wurde er an das Bezirksamt Landshut und 1933 an das Bezirksamt Neustadt an der Waldnaab versetzt. Im August 1938 wurde er nach Regensburg zur Regierung von Niederbayern und der Oberpfalz versetzt. Aufgrund seiner früheren Tätigkeit als Kreisleiter der Bayernwacht in Niederbayern wurde er während der Zeit des Nationalsozialismus nicht mehr befördert. Die für 1939 aus politischen Gründen geplante Abschiebung an das Oberversicherungsamt Sudetengau verhinderte er durch ein amtsärztliches Gutachten.
Nach dem Zweiten Weltkrieg beließ ihn die US-Militärregierung trotz NSDAP-Mitgliedschaft im Amt. 1948 wurde er zum Oberregierungsrat und 1950 zum Regierungsdirektor befördert. Vom 1. April 1952 bis Ende September 1959 war er Regierungspräsident der Oberpfalz und von Niederbayern. Er war auch Dozent an der Zweigstelle Landshut der Verwaltungsakademie München. Ulrich wurde in der Funktion als Regierungspräsident zum Ehrenpräsidenten der 1951 ins Leben berufenen oberpfälzischen Arbeitsgemeinschaft „Bayerischer Nordgau“ (siehe hierzu auch Nordgautag) berufen. 1959 wurde er in den Ruhestand versetzt.

## Auszeichnungen
- Ehrenpräsidentschaft der oberpfälzischen Arbeitsgemeinschaft „Bayerischer Nordgau“
- 1952: Nordgau-Kulturpreis der Stadt Amberg in der Kategorie „Nordgauförderung“
- 1958: Ehrenbürgerschaft der Stadt Neustadt an der Waldnaab
- 1959: Bayerischer Verdienstorden